# Kapok (vulmiddel)

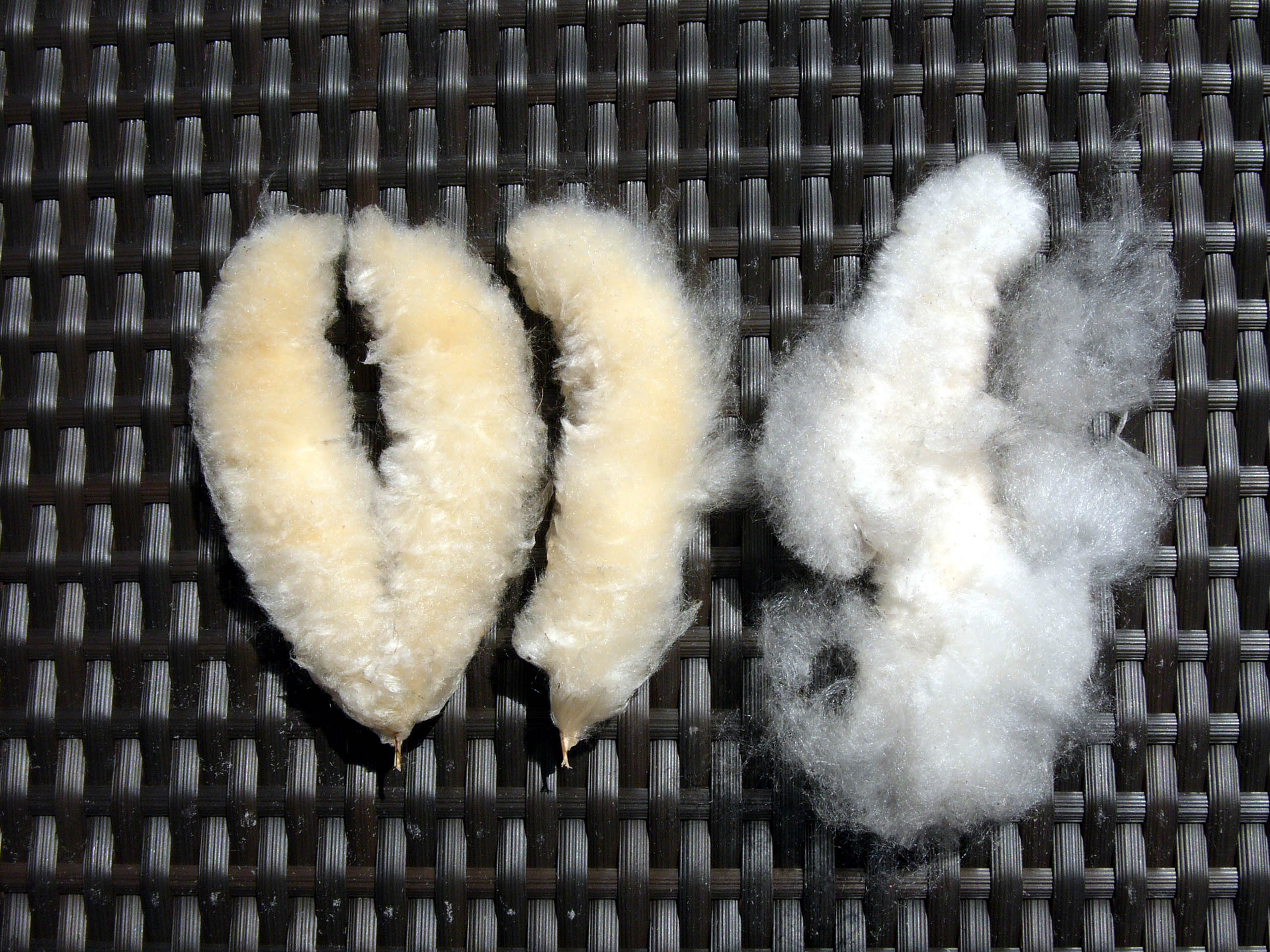
Plukjes kapok.

Kapok / katoen, vruchten, lont, garen, zeildoek en matrastijk

Kapok is een natuurlijk vulmiddel afkomstig van de kapokboom (Ceiba pentandra). De kapokboom komt van nature voor in de tropische gebieden van Zuid-Amerika, Centraal-Amerika, het Caribisch Gebied en West-Afrika. Uit de eironde vruchten steekt een plukje witte watten: de kapok. Het zaadpluis wordt gevormd door de zachte vezels, die bestaan uit de haren op de zaden. Deze unieke vezels hebben verschillende eigenschappen die ze geschikt maken als vulmateriaal voor diverse producten zoals vulling voor kussens, dekbedden en gevoerde kledingstukken.
Een van de meest opvallende eigenschappen van kapokvezels is hun lage gewicht en veerkracht. Hierdoor is het een uitstekende keuze voor het vullen van producten waarbij een laag gewicht gewenst is, terwijl de natuurlijke veerkracht van kapokvezels ervoor zorgt dat ze goed hun oorspronkelijke vorm kunnen behouden en langdurig comfort bieden. Een ander voordeel van kapok als vulmateriaal is de ademende eigenschap. Kapokvezels hebben een holle structuur, waardoor ze goed ventileren en overtollige warmte en vocht afvoeren.
Bovendien is kapok van nature hypoallergeen. Anders dan bij synthetische vulmaterialen, bevat kapok geen chemische stoffen of allergenen die allergische reacties kunnen veroorzaken. Dit maakt het een geschikte keuze voor mensen met allergieën of gevoelige huid. In het verleden werd gedacht dat mensen allergisch konden zijn voor kapok. Naar huidige inzichten is het minder waarschijnlijk dat de betreffende allergie wordt veroorzaakt door kapok zelf, maar eerder door de uitwerpselen en vervellingshuidjes van de huisstofmijt, een beestje dat mogelijk in de kapok leeft.
Naast de voordelen die door de eigenschappen worden geboden, heeft kapok als natuurlijk vulmateriaal ook voordelen op het gebied van duurzaamheid. Het materiaal is biologisch afbreekbaar en heeft een relatief lage impact op het milieu in vergelijking met synthetische vulmaterialen. 